# Karel Rušavý
Karel Rušavý (3. ledna 1888 Plzeň – 15. ledna 1955 Plzeň) byl český a československý politik a meziválečný senátor Národního shromáždění ČSR za Československou stranu národně socialistickou.

## Biografie
Profesí byl úředníkem Škodových závodů v Plzni.
V parlamentních volbách v roce 1935 získal senátorské křeslo v Národním shromáždění. V senátu setrval do jeho zrušení v roce 1939, přičemž krátce předtím ještě v prosinci 1938 přestoupil do nově vzniklé Strany národní jednoty.